# Andrzej Andrysiak
Andrzej Andrysiak (* 16. Oktober 1939 in Barchnowy (Landgemeinde Starogard Gdański)) ist ein polnischer Politiker (PC, AWS, PPChD, PiS). Er gehörte von 1991 bis 1993 dem Sejm in dessen I. Wahlperiode an.

## Leben und Beruf
Andrysiak studierte Chemie an der Adam-Mickiewicz-Universität Posen und schloss das Studium 1964 ab. Er war zuletzt am Institut für schwere organische Synthese der Universität Opole tätig. Zudem engagierte er sich in der unabhängigen Gewerkschaft Solidarność.

## Politik
Andrysiak wurde bei der ersten vollständig freien Parlamentswahl 1991 für das Porozumienie Centrum (PC) in den Sejm gewählt. Von 1998 bis 2002 gehörte er dem Rat des Powiat Kędzierzyńsko-Kozielski für das Wahlbündnis Akcja Wyborcza Solidarność (AWS), an dem sich das PC beteiligt hatte, an. Später wechselte er zur Porozumienie Polskich Chrześcijańskich Demokratów (PPChD) und beteiligte sich 2001 an der Gründung der Prawo i Sprawiedliwość (PiS) im Powiat und der Stadt Kędzierzyn-Koźle.